# Piretia
Piretia is een geslacht van uitgestorven kreeftachtigen uit de klasse van de Ostracoda (mosselkreeftjes).

## Soorten
- Piretia clypeolaria Jaanusson, 1957 †
- Piretia commasulcata Schallreuter, 1985 †
- Piretia erinacea Schallreuter, 1964 †
- Piretia geniculata Jaanusson, 1957 †
- Piretia hurkaensis Schallreuter & Kruta, 1994 †
- Piretia jueptneri Schallreuter, 1990 †
- Piretia mackenziensis Copeland, 1982 †
- Piretia rara Olempska, 1994 †
- Piretia reticulata Qvale, 1980 †
- Piretia ruchholzi Schallreuter, 1965 †
- Piretia rugosa (Steusloff, 1894) Schallreuter, 1986 †
- Piretia shawi Copeland, 1982 †
- Piretia speciosa Olempska, 1994 †
- Piretia tenuistriata Olempska, 1994 †
- Piretia virbalica Sidaravichiene, 1992 †
- Piretia wenshanensis Jiang (Zh), 1983 †